# Loghion di Freer

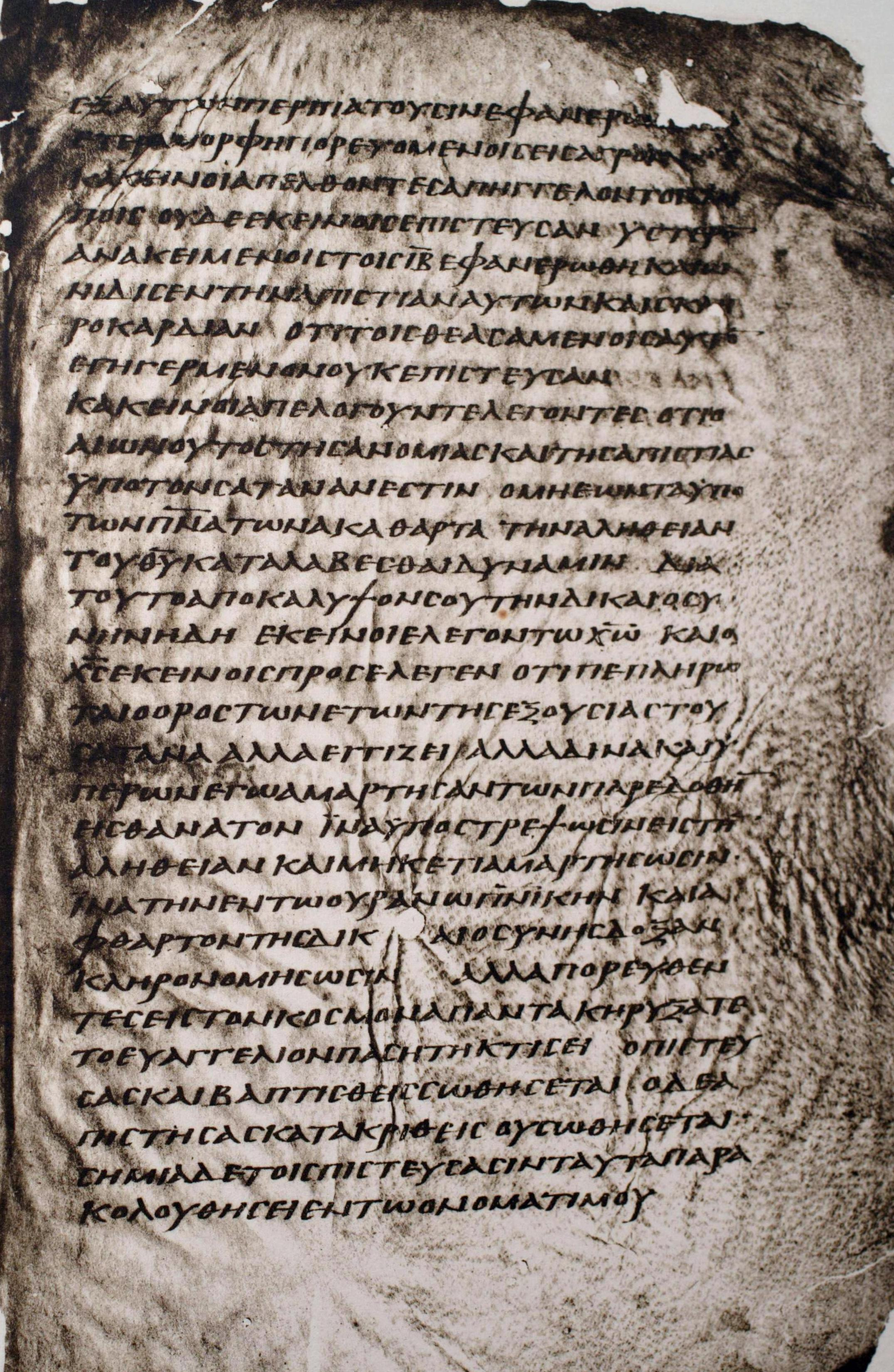
Codex Washingtonianus: Marco 16,12-17 con il loghion di Freer (a partire dal nono rigo)

Il Loghion (cioè 'detto') di Freer è una pericope del Vangelo di Marco, presente solo nel Codex Washingtonianus (risalente al V o alla fine del IV secolo), noto anche come "codice Freer", in quanto parte della collezione della Freer Gallery of Art di Washington. Tale versetto aggiuntivo è importante per le controversie sul finale originale del Vangelo di Marco.

## Testo originale
Il loghion di Freer è inserito dopo il versetto 14 dell'ultimo capitolo del vangelo (cioè dopo Mc 16:14) e contiene una giustificazione degli Apostoli di fronte al rimprovero di Gesù per la loro incredulità, a cui segue una risposta di Cristo sulla fine del dominio di Satana e il significato della propria morte e risurrezione. Il testo greco, stando all'apparato critico della ventottesima edizione del Novum Testamentum Graece, è:

κἀκεῖνοι ἀπελογοῦντο λέγοντες ὅτι ὁ αἰὼν οὗτος τῆς ἀνομίας καὶ τῆς ἀπιστίας ὑπὸ τὸν σατανᾶν ἐστιν, ὁ μὴ ἐῶν τὰ (= τὸν μὴ ἐῶντα?) ὑπὸ τῶν πνευμάτων ἀκάθαρτα (= ἀκαθάρτων?) τὴν ἀλήθειαν τοῦ θεοῦ καταλαβέσθαι (+ καὶ vel ἀληθίνην pro ἀλήθειαν) δύναμιν. διὰ τοῦτο ἀποκάλυψόν σου τὴν δικαιοσύνην ἤδη, ἐκεῖνοι ἔλεγον τῷ χριστῷ. καὶ ὁ χριστὸς ἐκείνοις προσέλεγεν ὅτι πεπλήρωται ὁ ὅρος τῶν ἐτῶν τῆς ἐξουσίας τοῦ σατανᾶ, ἀλλὰ ἐγγίζει ἄλλα δεῖνα, καὶ ὑπὲρ ὣν ἐγὼ ἁμαρτησάντων παρεδόθην εἰς θανατὸν ἵνα ὑποστρέψωσιν εἰς τὴν ἀλήθειαν καὶ μηκέτι ἁμαρτήσωσιν ἵνα τὴν ἐν τῷ οὐρανῷ πνευματικὴν καὶ ἄφθαρτον τῆς δικαιοσύνης δόξαν κληρονομήσωσιν.

La sua traduzione è:

Ed essi si scusarono, dicendo: "Questa epoca di illegalità e incredulità è sotto Satana, che non permette alle cose rese immonde dagli spiriti (oppure agli spiriti immondi) di comprendere la verità e la potenza (oppure la vera potenza) di Dio. Perciò rivela ora la tua giustizia". Così dissero a Cristo e Cristo a loro rispose: "Si è compiuto il termine degli anni del dominio di Satana, ma altre cose terribili si avvicinano; e a causa di coloro che hanno peccato io fui consegnato alla morte, affinché essi possano tornare alla verità e non peccare più, in modo da ereditare la gloria di giustizia spirituale e incorruttibile che è in cielo".

Benché mancante da ogni altro manoscritto del vangelo di Marco, questo testo è parzialmente citato da San Girolamo (in contra Pelagianos II 15):

et illi satisfaciebant dicentes: Saeculum istud iniquitatis et incredulitatis substantia (= sub Satana?) est, quae non sinit per immundos spiritus veram Dei apprehendi virtutem: idcirco iamnunc revela iustitiam tuam.
ed essi si giustificarono, dicendo: "Questo secolo è l'essenza dell'iniquità e dell'incredulità (o: "Questo secolo di iniquità e incredulità è sotto Satana"), che non permette che la vera potenza di Dio sia percepita dagli spiriti immondi; perciò, rivela ora la tua giustizia”.